# New Power Generation (banda)
New Power Generation (NPG) es un grupo formado por el cantante Prince tras los problemas que llevaron a la disolución de su anterior banda The Revolution y que dura hasta finales de los 90. Su primera aparición fue en el álbum Diamonds and Pearls, en 1991. Y su nombre proviene de una canción del anterior álbum Graffiti Bridge, aunque en el primer corte de Lovesexy ya aparecía la frase "Welcome to the New Power Generation" en 1988.
Fueron reemplazados por 3rdeyegirl como banda de respaldo de Prince en 2013. En 2015, la New Power Generation se reunió como banda de respaldo de Prince para su último álbum de estudio antes de su muerte, HITnRUN Phase Two. Se reunieron una vez más en 2017 para una gira por EE. UU..

## Discografía

### Álbumes
| Año  | Álbum                   | US | UK | Ventas a nivel mundial |
| ---- | ----------------------- | -- | -- | ---------------------- |
| 1990 | Graffiti Bridge         | 6  | 1  | 2,0 millones           |
| 1991 | Diamonds and Pearls     | 3  | 2  | 7,0 millones           |
| 1992 | Love Symbol             | 5  | 1  | 3,5 millones           |
| 1993 | Goldnigga               | -  | -  | -                      |
| 1995 | Exodus                  | -  | 11 | -                      |
| 1996 | Girl 6                  | 75 | -  | -                      |
| 1998 | Newpower Soul           | 22 | 38 | 500,000                |
| 2002 | One Nite Alone... Live! |    |    |                        |
| 2003 | C-Note                  |    |    |                        |
| 2004 | The Chocolate Invasion  | -  | -  | -                      |
| 2004 | The Slaughterhouse      | -  | -  | -                      |
| 2006 | 3121                    | 1  | 9  | 1,38 millón            |

### Sencillos
| Año  | Canción                                                                 | US  | US R&B | US Dance | UK | Álbum                                     |
| ---- | ----------------------------------------------------------------------- | --- | ------ | -------- | -- | ----------------------------------------- |
| 1990 | "New Power Generation" Provided backing vox                             | 64  | 27     | -        | 26 | Graffiti Bridge                           |
| 1991 | "Gett Off" by Prince and The New Power Generation                       | 21  | 6      | 1        | 4  | Diamonds and Pearls                       |
| 1991 | "Cream" by Prince and The New Power Generation                          | 1   | -      | -        | 15 | Diamonds and Pearls                       |
| 1991 | "Diamonds and Pearls" by Prince and The New Power Generation            | 3   | 1      | -        | 25 | Diamonds and Pearls                       |
| 1992 | "Money Don't Matter 2 Night" by Prince and The New Power Generation     | 23  | 14     | -        | 19 | Diamonds and Pearls                       |
| 1992 | "Insatiable" por Prince y The New Power Generation                      | 77  | 3      | -        | -  | Diamonds and Pearls                       |
| 1992 | "Thunder" por Prince y The New Power Generation                         | -   | -      | -        | 28 | Diamonds and Pearls                       |
| 1992 | "Sexy MF"/"Strollin'" pory Prince y The New Power Generation            | 66  | 76     | -        | 4  | Love Symbol/Diamonds and Pearls           |
| 1992 | "My Name Is Prince" por Prince y The New Power Generation               | 36  | 25     | 9        | 7  | Love Symbol                               |
| 1992 | "My Name Is Prince" (remixes) por Prince y The New Power Generation     | -   | -      | -        | 51 | -                                         |
| 1992 | "7" por Prince y The New Power Generation                               | 7   | 61     | -        | 27 | Love Symbol                               |
| 1992 | "The Morning Papers" por Prince y The New Power Generation              | 44  | 68     | -        | 52 | Love Symbol                               |
| 1992 | "Damn U" por Prince y The New Power Generation                          | 108 | 32     | -        | -  | Love Symbol                               |
| 1993 | "2gether"                                                               | -   | -      | -        | -  | Goldnigga                                 |
| 1993 | "Nothing Compares 2 U" por Prince y The New Power Generation            | -   | 62     | -        | -  | The Hits/The B-Sides; B-side to "Peach"   |
| 1994 | "Get Wild"                                                              | -   | -      | -        | 19 | Exodus                                    |
| 1994 | "Count the Days"                                                        | -   | -      | -        | -  | Exodus                                    |
| 1994 | "Super Hero" por The New Power Generation junto con The Steeles         | -   | -      | -        | -  | Blankman: Music from the Motion Picture   |
| 1995 | "Purple Medley" The New Power Generation contributes "additional music" | 84  | 74     | -        | 33 | -                                         |
| 1995 | "The Good Life"                                                         | -   | -      | -        | 29 | Exodus                                    |
| 1996 | "Girl 6"                                                                | -   | 78     | -        | -  | Girl 6                                    |
| 1997 | "The Good Life" (re-issue)                                              | -   | -      | -        | 15 | Exodus                                    |
| 1998 | "The War"                                                               | -   | -      | -        | -  | -                                         |
| 1998 | "The One"                                                               | -   | 44     | -        | -  | Newpower Soul                             |
| 1998 | "Come On"                                                               | -   | -      | -        | 65 | Newpower Soul                             |
| 2001 | "Peace"/"2045: Radical Man"                                             | -   | -      | -        | -  | The Slaughterhouse                        |
| 2001 | "The Daisy Chain"/"Gamillah"                                            | -   | -      | -        | -  | The Slaughterhouse/The Chocolate Invasion |
| 2002 | "Days of Wild" by Prince and The New Power Generation                   | -   | -      | -        | -  | -                                         |
| 2004 | "Controversy (Live in Hawaii)" by Prince and The New Power Generation   | -   | -      | -        | -  | -                                         |